# Charles S. Sewall
Charles S. Sewall (ur. 1779, zm. 3 listopada 1848) – amerykański polityk.
W dwóch różnych okresach reprezentował stan Maryland w Izbie Reprezentantów Stanów Zjednoczonych. W 1832 roku został wybrany w wyborach uzupełniających po śmierci George’a Edwarda Mitchella i w latach 1832–1833 był przedstawicielem szóstego okręgu wyborczego. Dekadę później jako kandydat Partii Demokratycznej ponownie został wybrany w wyborach uzupełniających po śmierci Jamesa Wraya Williamsa i przez dwa miesiące w 1843 roku był przedstawicielem trzeciego okręgu wyborczego.